# Боич, Марко
Ма́рко Бо́ич (черног. Марко Бојић / Marko Bojić; род. 13 ноября 1988 года) — черногорский волейболист, доигровщик национальной сборной и черногорского клуба «Будванска Ривьера».

## Карьера
Марко Боич начал заниматься волейболом в шестилетнем возрасте, после того, как его отец открыл волейбольную школу в родном Никшиче.
В семнадцатилетнем возрасте Марко дебютировал на высшем уровне в составе «Будучности» из Подгорицы, за которую отыграл пять сезонов.
После перехода из черногорского чемпионата Боич поиграл ещё в десяти различных национальных чемпионатах, включая сильные чемпионаты России и Польши. Наибольших успехов добился вместе с «Ресовией» из Жешува, в составе которой стал чемпионом Польши и финалистом Кубка ЕКВ, где польский клуб уступил в решающих матчах московскому «Динамо». Также среди клубных достижений Боича звание вице-чемпиона Франции и обладателя суперкубка Турции, чемпиона Румынии и вице-чемпиона Португалии.
В 2015 году Боич в составе национальной сборной принимал участие в Мировой лиге и помог черногорцам дойти до финала в третьем дивизионе, где они уступили в пяти сетах египтянам, а сам доигровщик набрал 14 очков.

## Достижения
- 2007:  Чемпион Черногории
- 2007:  Обладатель Кубка Черногории
- 2008:  Чемпион Черногории
- 2008:  Обладатель Кубка Черногории
- 2012:  2 место в Кубке ЕКВ
- 2012:  Чемпион Польши
- 2015:  2 место в Чемпионате Франции
- 2015:  Победитель суперкубка Турции
- 2019:  Чемпион Румынии[2]
- 2019:  2 место в Чемпионате Португалии